# منوچهر نیستانی
منوچهر نیستانی (۴ مرداد ۱۳۱۵ – ۲۷ اسفند ۱۳۶۰) شاعر معاصر ایرانی بود. منوچهر نیستانی در قالب‌های گوناگون غزل، شعر نو و شعر سپید اشعاری سروده است.

## زندگی
منوچهر نیستانی در ۴ مرداد ۱۳۱۵ در کرمان متولد شد. او تحصیلات ابتدایی را در زادگاهش به‌پایان رسانید. تحصیلات متوسطه را در دبیرستان دارالفنون تهران پشت سر گذاشت سپس در سال ۱۳۳۴ به دانشسرای عالی تهران راه یافت و در رشته زبان و ادبیات فارسی فارغ‌التحصیل شد. از سال ۱۳۳۷ تا ۱۳۴۲ در دبیرستان‌های شاهرود به تدریس ادبیات فارسی پرداخت سپس به تهران منتقل شد و در سال ۱۳۵۷ بازنشسته شد.
فرامرز سلیمانی از دوستان نیستانی  مدعی است که نیستانی
پس از پیروزی انقلاب اسلامی که فعالیت هنرمندان توده‌ای از کانون نویسندگان ایران جدا شد و شورای هنرمندان و نویسندگان حزب توده در ایران را فعال کردند نیستانی هم به آن‌ها پیوست.
 نخستین شعرهای نیستانی در روزنامه‌های بیداری و هفت واد و اندیشهٔ کرمان چاپ رسید و اولین دفتر شعرش با نام «جوانه» در سال ۱۳۳۳ نیز در کرمان منتشر شد. مجموعه شعر بعدی نیستانی در سال ۱۳۳۷ با عنوان «خراب» در تهران چاپ شد. در همان سال خارستان دیوان ادیب قاسمی کرمانی را با تصحیح و تحشیه منتشر کرد.
منوچهر نیستانی در سالهای ۱۳۳۴ تا ۱۳۳۵ با نام مستعار «نی‌نی» شعرها و نوشته‌های کودکانه اش در صفحه کودکان مجله «امید ایران» به نام‌های «بچه‌های امروز» منتشر می‌کرد. نیستانی مدتی در کانون پرورش فکری کودکان و نوجوانان مشغول به کار شد و اشعار و ترانه‌هایی برای کودکان سرود. شعر بلندش تحت عنوان «گل اومد بهار اومد» توسط کانون پرورش فکری کودکان و نوجوانان به صورت مستقل و یک کتاب به چاپ رسید. سومین دفتر شعر نیستانی با نام «دیروز، خط فاصله» به سال ۱۳۵۰ منتشر شد. و برگزیده اشعاری از او با نام «دو با مانع» در سال ۱۳۶۹ چاپ شد. وی علاوه بر سرودن شعر، در زمینه پژوهش ادبی و ترجمه نیز فعالیت داشته است.
منوچهر نیستانی پدر توکا نیستانی و مانا نیستانی کاریکاتوریست‌های معاصر است. او در پنج‌شنبه ۲۷ اسفند ۱۳۶۰ در سن ۴۵ سالگی دچار سکته قلبی شد و درگذشت. وی در بهشت زهرای تهران قطعه ۸۹، ردیف ۶۹، شماره ۳۷ به خاک سپرده شد.

## دفترهای شعر
| نام دفتر                   | محل نشر | ناشر    | تاریخ |
| -------------------------- | ------- | ------- | ----- |
| جوانه                      | کرمان   | خواجو   | ۱۳۴۳  |
| خراب                       | تهران   |         | ۱۳۳۷  |
| دیروز، خط فاصله            |         | رز      | ۱۳۵۰  |
| دو با مانع (برگزیده اشعار) |         | بزرگمهر | ۱۳۶۹  |

## ویژگی ادبی
شعر او شعری اندوهگین و تلخ و آمیخته با طنز می‌باشد و زبانی ساده و بی‌پیرایه دارد. اگرچه گرایش عمدهّ شعر وی عاشقانه است، ولی بعضاً گرایش‌های اجتماعی نیز در آن دیده می‌شود.
علی باباچاهی بر این عقیده است که نیستانی 
نیستانی به نوعی از کلمات آرکائیک سود می‌جست و بدین طریق به شعر خود وسعت می‌بخشید در عین حال تغزل و مسایل خصوصی و فردی زندگی او مانع از آن نمی‌شد که به ابعاد دیگر زندگی انسانها توجه نکند.
نیستانی را از شاعران نئوکلاسیک می دانند. او اگرچه در ابتدا با سرودن غزل کار خود را آغاز کرد اما در ادامه به سبک نیمایی نزدیک شد. حسین منزوی بر این نظر است که وی در جستجوی ظرفیت های در شعر آزاد بود. [[ محمدعل یبهمنی نیز بر این نظر است که غزل نوشتن به سبک نیمایی را برای نخستین بار نیستانی بنیاد نهاد. تغییرات وی در عزل سرایی بر این اساس شکل گرفت که  او  غزل را بریده بریده و مقطع نویسی  شده و به صورت یک دو یا سه بیت و به شکلی نادر، بیشتر از سه بیت در غزل نوشت و    یک مصراع اضافه بین یک بیت غزل اضافه کرد. همچنین اوزان نیمایی و شکل نوشتاری نیمایی را به   کل غزل  تسری داد و از سوی دیگر در قافیه های غزل  تغییرات ایجاد کرد اما با این وجود  هرگز شمار ارکان عروضی بر خلاف شعر نیمایی کم و زیاد نشده و ثابت مانده و او به اوزان عروضی و تساوی مصراعها و افاعیل عروضی پایبند ماند.

## نمونه اشعار
با خود به دوردست غروبم ببر، که با
قلبم غمین ز هیبت شب گریه کرده ساز.
خرداد را به شادی، گشتن
در باغ چشم‌های تو، خواهم من.
در باغ چشم‌های تو، می‌خواهم
شعر و شکوفه، خرمن خرمن

## اسم مستعار
مطابق کتاب نامهای مستعار نویسندگان و شاعران ایران از عباس مافی نیستانی با اسم مستعار «بهمنش» هم امضا کرده است.